# Kanton Guéret-1
Der Kanton Guéret-1 (okzitanisch Canton Garait-1) ist seit 2015 ein französischer Wahlkreis im Arrondissement Guéret im Département Creuse in der Region Nouvelle-Aquitaine; sein Hauptort ist Guéret.

## Lage
Der Kanton liegt im Zentrum des Départements Creuse.

## Geschichte
Der Kanton entstand mit der Neuordnung der Kantone in Frankreich am 22. März 2015. Zum Kanton Guéret-1 gehören vier Gemeinden und die Teile der Kleinstadt Guéret nördlich der Bahnlinie Bordeaux-Genf.

## Gemeinden
Der Kanton besteht aus fünf Gemeinden und Gemeindeteilen mit insgesamt 9229 Einwohnern (Stand: 1. Januar 2022) auf einer Gesamtfläche von 67,23 km²:
| Gemeinde        | Einwohner 1. Januar 2022 | Fläche km² | Dichte Einw./km² | Code INSEE | Postleitzahl |
| --------------- | ------------------------ | ---------- | ---------------- | ---------- | ------------ |
| Guéret          | 5.152                    | 9,88       | 521              | 23096      | 23000        |
| La Saunière     | 659                      | 7,50       | 88               | 23169      | 23000        |
| Savennes        | 209                      | 6,93       | 30               | 23170      | 23000        |
| Sainte-Feyre    | 2.531                    | 29,99      | 84               | 23193      | 23000        |
| Saint-Laurent   | 678                      | 12,93      | 52               | 23206      | 23000        |
| Kanton Guéret-1 | 9.229                    | 67,23      | 137              | 2312       | –            |

1. ↑   Nur der nördliche Teil der Gemeinde, der Rest gehört zum Kanton Guéret-2.

## Politik
Bei der Stichwahl zum Generalrat des Départements Creuse am 29. März 2015 gewann das Gespann Guy Avizou/Isabelle Penicaud (PS) gegen Christelle Steux/Jean-François Thomas (Union de la droite) mit einem Stimmenanteil von 55,35 % (Wahlbeteiligung:54,26 %).
| Vertreter im conseil général des Départements | Vertreter im conseil général des Départements | Vertreter im conseil général des Départements |
| Amtszeit                                      | Name                                          | Partei                                        |
| --------------------------------------------- | --------------------------------------------- | --------------------------------------------- |
| 2015–2021                                     | Guy Avizou Isabelle Penicaud                  | PS                                            |
| 2021–                                         | Thierry Bourguignon Isabelle Penicaud         | PS                                            |